# Varennes-sur-Allier
Varennes-sur-Allier település Franciaországban, Allier megyében. Lakosainak száma 3588 fő (2022. január 1.). Varennes-sur-Allier Créchy, Montoldre, Paray-sous-Briailles, Rongères, Saint-Loup és Saint-Pourçain-sur-Sioule községekkel határos.

## Népesség
A település népessége az elmúlt években az alábbi módon változott:
| Lakosok száma | 4712 | 4751 | 4072 | 3855 | 3574 | 3569 | 3561 | 3593 | 3642 | 3588 |
|               | 1968 | 1982 | 1999 | 2006 | 2011 | 2015 | 2017 | 2018 | 2020 | 2022 |